# Сприсівка
Сприсі́вка — село в Україні, в Новодунаєвецькій селищній територіальній громаді Кам'янець-Подільського району Хмельницької області.

## Походження назви
Згідно спогадів старожилів, назва села Сприсівка походить від зсувних процесів землі, які тут відбувалися. Від слів "посуватись", "зсуватись", "просідати" і пішла назва Сприсівка.
Згідно інших варіантів - в основі назви апелятив сприса, зі значенням підпора, стовпи, які ставилися при будівництві дерев'яних хат.
За час свого існування назва села дещо змінювалася: Присовка, Прісовка, Слобода Присівка, С. Присівка, Сприсовка, Сприсівка.
Інші варіанти назв: Prisowka(пол. 1661), Присовка (укр. 1665), w Sprysuwce (пол. 1765), Przysuwka (пол. 1775), Sprzysowce (пол. 1784), Sprysowka (пол. 1787), Prysowka (пол. 1789), Сприсовка (рос. 1805), Сприсівка (укр. 1926).
На схід від Сприсівки до 50-х років ХХ століття існувало ще одне невеличке село - Сприсовецький Яр, яке існувало ще із XVII століття, як поселення із назвою Яр.

## Географія
Сприсівка розташована на правому березі річки Ушка (права притока Ушиці, басейн Дністра) за 5 кілометрів від Маліївців, за 18 кілометрів від містечка Дунаївці, за 55 кілометрів від Кам'янця-Подільського та за 60 кілометрів від Хмельницького.
Через село глибоким яром протікає невеличкий безіменний потічок, котрий ділить село на дві частини. 
У грунтовому покриві переважають сірі лісові грунти, суглинкові та звичайні чорноземи.

## Історія

### Річ Посполита
Вперше село Сприсівка згадується в люстрації Барського староства 1615 року. 
З 1616 року Сприсівку, як і Мукарів Польовий та Мукарів Підлісний орендував каштелян галицький Андрій Гурський. Історія Сприсівки тісно переплетена з історією сусідніх сіл — Польового та Підлісного Мукарева.
У 1629 році такими селами, як Сприсівка, Ярова Слобідка, Мукарів Польовий та Мукарів Підлісний володіли польські шляхтичі Казановські, які пізніше продали Сприсівку барському старості шляхтичу Конєцпольському. Вже у 1638 році село переходить від барського старости Конєцпольського до шляхтича Верховського. У 60-х роках XVII століття нащадки Казановських продали Сприсівку Олександру Гумецькому, котрий передав село своїй дочці— Вероніці, яка вийшла заміж за каштеляна краківського Яна Фонреля. Саме за нього у 1665 році було утворене особливе Мукарівське староство, до складу якого увійшли Сприсівка, Сприсовецький Яр та Ярова Слобідка.
В період турецького володарювання на Поділлі 1672—1699 років староство занепало, більша частина мешканців змушена була покидати обжиті місця і тікати від турецького поневолення на Волинь та Галичину. Сприсівка тоді обезлюдніла. Після того, як турки залишили Поділля, Мукарівське староство відновило своє існування, повернулося населення і в Сприсівку.
Близько 1728 року старостою Мукарівського староства, як і володарем Сприсівки, став шляхтич Йосип Калиновський, син Валентія Калиновського, одруженого з Анною Лянцкорунською — вдовою Андрія Фонреля. Однак вже з 1730 року Сприсівкою володіє маршал литовський До-Кашпо Сципіон. Близько 1744 року село перейшло до Бернарда Гоздського — кавалера ордену Святого Апостола Андрія Первозванного. Саме за цього господаря дещо піднялася прибутковість Сприсівки.

### Російська імперія
Після смерті Бернарда Гоздського Сприсівка перейшла у власність його дочки Кароліни Нассау-Зіген. По її смерті у 1804 році це помістя перейшло до чоловіка — принца Шарля де Нассау-Зігена — німецького князя, іспанського гранда, російського адмірала. Через чотири роки, по смерті принца у 1808 році Сприсівка стала власністю його прийомної дочки Єлизавети, яка вийшла заміж за Степана Бутякіна. У 1818 році син Бутякіна — Павло Бутякін закріпив за собою це помістя.
З 2 січня 1820 року Сприсівка перейшла до Камʼянецького біскупства, а з 1842 року — до казни.
У 1843 році Сприсівку орендує шляхтич Свідерський, а наступні три роки — Левицький. Після ліквідації Мукарівського староства Сприсівка ввійшла до складу Мукарівської волості Ушицького повіту Подільської губернії.
У 1906 році у Сприсівці нараховувалося 196 дворів, в яких мешкало 987 селян. Надільної землі 718,5 десятин, землеволодарів — 194, городників — 34.
У 1892 році у Сприсівці засновано церковно-приходську школу.

### Православна церква Сприсівки
У Сприсівці існувала православна церква Святої Параскеви П'ятниці (святкується 28 жовтня за старим стилем або 10 листопада за новим стилем). Збудована церква була у 1766 році, була дерев'яною і до 1793 року — уніатською. До 1831 року сприсівська церква була самостійним приходом, до якого входило ще і село Ярова Слобідка, пізніше ці села були приписані до мукарівського приходу. Церкву було зруйновано у 50-х роках ХХ століття.

### Новий час
З 1991 року в складі незалежної України.
На Всеукраїнському референдумі 1991 року мешканці Сприсівки більшістю голосів підтримали утворення незалежної держави Україна (незалежність України підтримали 251 мешканець з 253, що становить 99,21%).
13 серпня 2015 року шляхом об'єднання сільських рад, село увійшло до складу Новодунаєвецької селищної громади. Об'єднання в громаду має створити умови для формування ефективної і відповідальної місцевої влади, яка зможе забезпечити комфортне та безпечне середовище для проживання людей.
17 липня 2020 року, в результаті адміністративно-територіальної реформи та ліквідації Дунаєвецького району, село увійшло до складу Кам'янець-Подільського району.

## Населення
Населення становить 140 осіб.
а чисельністю населення Сприсівка протягом ХХ століття належала до середніх сільських населених пунктів. Чисельність населення тут аж до 70-х років ХХ століття коливалася в межах більше 500 осіб. Протягом ХІХ - першої половини ХХ століття число мешканців Сприсівки постійно зростала і цей процес тривав аж до Другої світової війни. Із середини ХХ століття відбувається процес депопуляції населення, причому до кінця століття він значно посилився. 
Згідно Всеукраїнського перепису населення 2001 року у Сприсівці мешкало 229 осіб. Національний склад населення однорідний. Українці становили 96,4% від загальної кількості. З інших національностей у Сприсівці проживали росіяни (2,9%) та молдовани (0,7%). Більшість мешканців села - 96,4% розмовляли та вважали своєю рідною мовою українську мову.
Зміна чисельності начелення села Сприсівка:
У 1859 році в Сприсівці мешкало 664 осіб.
У 1890 році в Сприсівці мешкало 728 осіб.
У 1906 році в Сприсівці мешкало 978 осіб.
У 1926 році в Сприсівці мешкало 1178 осіб.
У 1989 році в Сприсівці мешкало 318 осіб.
У 2001 році в Сприсівці мешкало 229 осіб.
У 2015 році в Сприсівці мешкало 140 осіб.

### Мова
У селі поширені західноподільська говірка та південноподільська говірка, що відносяться до подільського говору, який належить до південно-західного наріччя.
Розподіл населення за рідною мовою за даними перепису 2001 року:
| Мова       | Відсоток |
| ---------- | -------- |
| українська | 96,38 %  |
| російська  | 2,90 %   |
| молдавська | 0,72 %   |